# Terri Poch

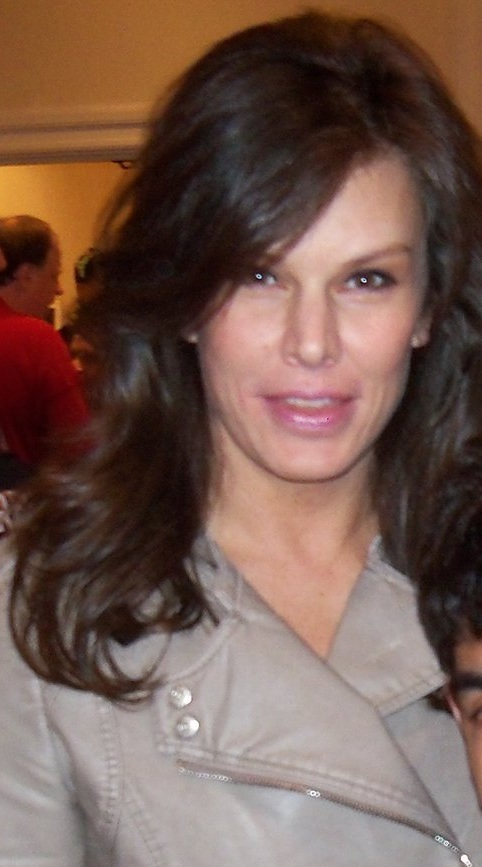

Terri Poch (nascida em 20 de agosto de 1967) é uma fisiculturista (bodybuilder) e ex-lutadora de wrestling profissional, mais conhecida por suas aparições na World Wrestling Federation (WWF) como Tori. Fazia parte da D-Generation X. Atualmente, Poch preside e comanda um estúdio de yoga em Portland.

## No wrestling
- Finishers e ataques secundários
  - Tori–Plex
  - Backslide pin
  - Diving crossbody
  - Dropkick
  - Hair pull snapmare
  - Scoop powerslam
  - Snap DDT
  - Snap suplex, sometimes from the second rope
  - Spear
  - Vários chutes de artes marciais

- Managers
  - Sable

- Wrestlers de quem Tori foi manager
  - Kane
  - Road Dogg
  - Sable
  - Scotty the Body / Raven
  - Stephanie McMahon
  - X–Pac

- Alcunhas
  - The Ultimate Female

## Títulos e prêmios
- Ladies Professional Wrestling Association
  - LPWA Championship (1 vez)